# Batalha de Arbedo

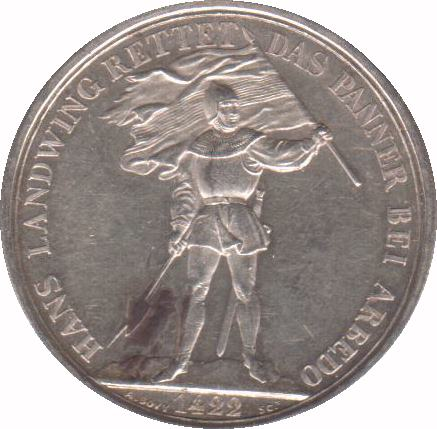
O tiroteio da Schützenfest federal de 1867 retrata Hans Landwing salvando a bandeira cantonal.

A Batalha de Arbedo foi travada em 30 de junho de 1422 entre o Ducado de Milão (com 12 000 tropas e 4 000 cavaleiros) e a Confederação Suíça (com 8 000 tropas), e terminou com uma vitória milanesa.
Em 1419, os cantões suíços de Uri e Unterwald compraram a cidade fortificada de Bellinzona da Casa de Sax, mas foram incapazes de defendê-la adequadamente. Quando rejeitaram uma proposta milanesa para comprar Bellinzona em 1422, uma força milanesa sob o comando do condottiero Francesco Bussone da Carmagnola atacou e derrotou a guarnição suíça e ocupou a cidade. Uma tentativa suíça de recapturar Bellinzona com o apoio de outros cantões, incluindo Lucerna e Zug, levou à batalha na vila de Arbedo, 3 km (1,9 milhas) ao norte da cidade.
Os suíços foram principalmente equipados com alabardas e foram inicialmente bem-sucedidos em repelir duas cargas de cavalaria milanesas. Carmagnola então trouxe seus besteiros nos flancos suíços e ordenou que seus homens de armas desmontassem e lutassem a pé com suas lanças, que alcançavam as alabardas.
Os milaneses forçaram os suíços a voltarem para uma colina próxima, mas o aparecimento de um bando de forrageiros, que os milaneses erroneamente pensaram ser reforços, salvou os suíços da derrota total. Quando a força milanesa recuou para a reforma, os suíços se retiraram do campo de batalha, tendo ambos os lados sofrido pesadas baixas (900 mortos milaneses e 400 mortos suíços).
Em uma tradição historiográfica de Zug, o portador da bandeira cantonal, Peter Kälin, foi morto, e a bandeira foi tomada por seu filho, que foi morto por sua vez. A bandeira foi salva por um Hans Landwing, e mais tarde foi perdida contra os franceses.
A vitória garantiu Bellinzona e Leventina para o Ducado. Além disso, o Ducado recuperou o Val d'Ossola, assim os suíços perderam todos os seus ganhos territoriais. A derrota desencorajou a expansão suíça em direção ao Lago Maggiore por um longo tempo. No entanto, foi esta derrota em Arbedo que levou os suíços a aumentar o número de pikemen em seus exércitos.